# Udamopyga similis
Udamopyga similis är en tvåvingeart som beskrevs av Guilherme A.M.Lopes 1975. Udamopyga similis ingår i släktet Udamopyga och familjen köttflugor. Inga underarter finns listade i Catalogue of Life.